# Екопсихологија
Екопсихологија је идеологија која се користи у психолошким третманима кроз духовно приближавање људи природи. Екопсихологија је изван конвенционалних оквира психологије. Главна претпоставка ове идеологије је да док ум обликује савремени свет, његова темељна структура је створена у природном окружењу. Применом екопсихологије се повећава емоционална повезаност људи и природе.

## Историја
Теодор Розак је у својој књизи "Глас Земље " из 1992. године, званично први пут користио израз "екопсихологија", иако је група психолога и еколога, укључујући Мари Гомез и Ален Канер, истовремено користила тај термин. Розак, Гомез и Канер су касније проширили идеју у антологији из 1995. године под називом Екопсихологија.

## Веровања
Розак наводи да повезаност појединца с природом може побољшати међуљудске односе и емоционално благостање. Саставни део ове праксе је лечење пацијената у природи. Према екопсихологији, људи би требало да шетају парковима и да што више времена проводе у природном окружењу. Екопсихологија испитује зашто се људи понашају на начин који штети природном окружењу и мотивише их да усвоје принцип одрживости.
Екопсихологија покушава развити емоционалну повезаност са природом.  У овој идеологији важи уверење да ако се особа одвоји од природе, то негативно утиче на аспекте живота појединца. Екопсихологија одбацује научне методе и постојање гена, јер то подразумева теорију еволоције, која се сматра идеолошки непожељном.